# Discografia de Ozzy Osbourne
Lista de gravações e lançamentos do cantor britânico Ozzy Osbourne.

## Álbuns de estúdio
| Título                                                               | Melhores posições nas lista de vendas | Melhores posições nas lista de vendas | Melhores posições nas lista de vendas | Melhores posições nas lista de vendas | Melhores posições nas lista de vendas | Melhores posições nas lista de vendas | Melhores posições nas lista de vendas | Melhores posições nas lista de vendas | Melhores posições nas lista de vendas | Melhores posições nas lista de vendas | Certificações de vendas                       |
| Título                                                               | R.U.                                  | AUS                                   | CAN                                   | FIN                                   | ALE                                   | NOR                                   | NZ                                    | SUE                                   | SUI                                   | EUA                                   | Certificações de vendas                       |
| -------------------------------------------------------------------- | ------------------------------------- | ------------------------------------- | ------------------------------------- | ------------------------------------- | ------------------------------------- | ------------------------------------- | ------------------------------------- | ------------------------------------- | ------------------------------------- | ------------------------------------- | --------------------------------------------- |
| Blizzard of Ozz - Selo: Jet                                          | 7                                     | —                                     | 8                                     | —                                     | —                                     | —                                     | 47                                    | —                                     | —                                     | 21                                    | - BPI: Prata - MC: Platina - RIAA: 4x Platina |
| Diary of a Madman - Selo: Jet                                        | 14                                    | —                                     | 16                                    | —                                     | —                                     | —                                     | 42                                    | —                                     | —                                     | 16                                    | - MC: Platina - RIAA: 3× Platina              |
| Bark at the Moon - Selo: Epic/CBS                                    | 24                                    | 94                                    | 23                                    | —                                     | —                                     | —                                     | 50                                    | 9                                     | —                                     | 19                                    | - BPI: Prata - MC: Platina - RIAA: 3× Platina |
| The Ultimate Sin - Selo: Epic/CBS                                    | 8                                     | 36                                    | 19                                    | —                                     | 31                                    | 6                                     | 21                                    | 4                                     | —                                     | 6                                     | - BPI: Prata - MC: Platina - RIAA: 2× Platina |
| No Rest for the Wicked - Selo: Epic/CBS                              | 23                                    | 40                                    | —                                     | —                                     | 29                                    | 12                                    | —                                     | 18                                    | 26                                    | 13                                    | - MC: Platina - RIAA: 2× Platina              |
| No More Tears - Selo: Epic                                           | 17                                    | 49                                    | 17                                    | —                                     | 24                                    | 12                                    | 12                                    | 25                                    | 37                                    | 7                                     | - MC: 2× Platina - RIAA: 4× Platina           |
| Ozzmosis - Selo: Epic                                                | 22                                    | 50                                    | 7                                     | 9                                     | 30                                    | 24                                    | 26                                    | 4                                     | 37                                    | 4                                     | - MC: Platina - RIAA: 2× Platina              |
| Down to Earth - Selo: Epic                                           | 19                                    | 46                                    | 2                                     | 9                                     | 15                                    | 12                                    | 41                                    | 1                                     | 47                                    | 4                                     | - BPI: Prata - MC: Platina - RIAA: Platina    |
| Under Cover - Selo: Epic                                             | 67                                    | —                                     | —                                     | —                                     | —                                     | —                                     | —                                     | 50                                    | 95                                    | 134                                   |                                               |
| Black Rain - Selo: Epic                                              | 8                                     | 37                                    | 5                                     | 2                                     | 9                                     | 2                                     | 9                                     | 2                                     | 23                                    | 3                                     | - MC: Platina - RIAA: Ouro                    |
| Scream - Selo: Epic/Sony                                             | 12                                    | 11                                    | 4                                     | 3                                     | 7                                     | 9                                     | 6                                     | 3                                     | 8                                     | 4                                     | - MC: Ouro                                    |
| Ordinary Man - Selo: Epic                                            | 2                                     | 4                                     | 3                                     | 3                                     | 2                                     | 3                                     | 12                                    | 1                                     | 2                                     | 3                                     |                                               |
| Patient Number 9 - Selo: Epic                                        |                                       |                                       |                                       |                                       |                                       |                                       |                                       |                                       |                                       |                                       |                                               |
| "—" denota que o álbum não atingiu a lista de vendas daquela região. |                                       |                                       |                                       |                                       |                                       |                                       |                                       |                                       |                                       |                                       |                                               |

## Singles
| Ano                                             | Singles                          | Posições nas listas de vendas | Posições nas listas de vendas | Posições nas listas de vendas | Posições nas listas de vendas | Posições nas listas de vendas | Posições nas listas de vendas | Posições nas listas de vendas | Posições nas listas de vendas | Posições nas listas de vendas | Posições nas listas de vendas | Posições nas listas de vendas | Posições nas listas de vendas | Posições nas listas de vendas | Certificação                       |                 |                 |                 |                 |                 |                 |
| Ano                                             | Singles                          | América                       | América                       | América                       | Europa                        | Europa                        | Europa                        | Europa                        | Europa                        | Europa                        | Europa                        | Europa                        | Europa                        | Oc.                           | Certificação                       |                 |                 |                 |                 |                 |                 |
| Ano                                             | Singles                          | CAN ·                         | EUA ·                         | EUA · Main.                   | ALE ·                         | UK ·                          | IRL ·                         | HOL ·                         | SWE ·                         | SUI ·                         | AUT ·                         | DIN ·                         | FIN ·                         | NZL ·                         | Certificação                       |                 |                 |                 |                 |                 |                 |
| Blizzard of Ozz                                 | Blizzard of Ozz                  | Blizzard of Ozz               | Blizzard of Ozz               | Blizzard of Ozz               | Blizzard of Ozz               | Blizzard of Ozz               | Blizzard of Ozz               | Blizzard of Ozz               | Blizzard of Ozz               | Blizzard of Ozz               | Blizzard of Ozz               | Blizzard of Ozz               | Blizzard of Ozz               | Blizzard of Ozz               | Blizzard of Ozz                    | Blizzard of Ozz | Blizzard of Ozz | Blizzard of Ozz | Blizzard of Ozz | Blizzard of Ozz | Blizzard of Ozz |
| ----------------------------------------------- | -------------------------------- | ----------------------------- | ----------------------------- | ----------------------------- | ----------------------------- | ----------------------------- | ----------------------------- | ----------------------------- | ----------------------------- | ----------------------------- | ----------------------------- | ----------------------------- | ----------------------------- | ----------------------------- | ---------------------------------- | --------------- | --------------- | --------------- | --------------- | --------------- | --------------- |
| 1980                                            | «Crazy Train»                    | —                             | 106                           | 9                             | —                             | 49                            | —                             | —                             | —                             | —                             | —                             | —                             | —                             | —                             | EUA 2× Platina · 2 000 ·           |                 |                 |                 |                 |                 |                 |
| 1980                                            | «Mr. Crowley»                    | —                             | —                             | —                             | —                             | 46                            | —                             | —                             | —                             | —                             | —                             | —                             | —                             | —                             | —                                  |                 |                 |                 |                 |                 |                 |
| Diary of a Madman                               |                                  |                               |                               |                               |                               |                               |                               |                               |                               |                               |                               |                               |                               |                               |                                    |                 |                 |                 |                 |                 |                 |
| 1981                                            | «Flying High Again»              | 33                            | —                             | 2                             | —                             | —                             | —                             | —                             | —                             | —                             | —                             | —                             | —                             | —                             | —                                  |                 |                 |                 |                 |                 |                 |
| 1982                                            | «Over the Mountain»              | —                             | —                             | 38                            | —                             | —                             | —                             | —                             | —                             | —                             | —                             | —                             | —                             | —                             | —                                  |                 |                 |                 |                 |                 |                 |
| 1982                                            | «You Can't Kill Rock N' Roll»    | —                             | —                             | 41                            | —                             | —                             | —                             | —                             | —                             | —                             | —                             | —                             | —                             | —                             | —                                  |                 |                 |                 |                 |                 |                 |
| Speak of the Devil                              |                                  |                               |                               |                               |                               |                               |                               |                               |                               |                               |                               |                               |                               |                               |                                    |                 |                 |                 |                 |                 |                 |
| 1982                                            | «Symptom of the Universe»        | —                             | —                             | —                             | —                             | 100                           | —                             | —                             | —                             | —                             | —                             | —                             | —                             | —                             | —                                  |                 |                 |                 |                 |                 |                 |
| 1982                                            | «Iron Man/Children of the Grave» | —                             | —                             | 32                            | —                             | —                             | —                             | —                             | —                             | —                             | —                             | —                             | —                             | —                             | —                                  |                 |                 |                 |                 |                 |                 |
| Bark at the Moon                                |                                  |                               |                               |                               |                               |                               |                               |                               |                               |                               |                               |                               |                               |                               |                                    |                 |                 |                 |                 |                 |                 |
| 1983                                            | «Bark at the Moon»               | —                             | —                             | —                             | —                             | 21                            | —                             | —                             | —                             | —                             | —                             | —                             | —                             | —                             | —                                  |                 |                 |                 |                 |                 |                 |
| 1984                                            | «So Tired»                       | —                             | —                             | —                             | —                             | 20                            | —                             | —                             | —                             | —                             | —                             | —                             | —                             | —                             | —                                  |                 |                 |                 |                 |                 |                 |
| The Ultimate Sin                                |                                  |                               |                               |                               |                               |                               |                               |                               |                               |                               |                               |                               |                               |                               |                                    |                 |                 |                 |                 |                 |                 |
| 1986                                            | «Shot in the Dark»               | —                             | 68                            | 10                            | —                             | 20                            | 15                            | —                             | —                             | —                             | —                             | —                             | —                             | —                             | —                                  |                 |                 |                 |                 |                 |                 |
| 1986                                            | «The Ultimate Sin»               | —                             | —                             | —                             | —                             | 72                            | —                             | —                             | —                             | —                             | —                             | —                             | —                             | —                             | —                                  |                 |                 |                 |                 |                 |                 |
| Tribute to Randy Rhoads                         |                                  |                               |                               |                               |                               |                               |                               |                               |                               |                               |                               |                               |                               |                               |                                    |                 |                 |                 |                 |                 |                 |
| 1987                                            | «Crazy Train» (ao vivo)          | —                             | —                             | —                             | —                             | 99                            | —                             | —                             | —                             | —                             | —                             | —                             | —                             | —                             | —                                  |                 |                 |                 |                 |                 |                 |
| No Rest for the Wicked                          |                                  |                               |                               |                               |                               |                               |                               |                               |                               |                               |                               |                               |                               |                               |                                    |                 |                 |                 |                 |                 |                 |
| 1988                                            | «Miracle Man»                    | —                             | —                             | —                             | —                             | 87                            | —                             | —                             | —                             | —                             | —                             | —                             | —                             | —                             | —                                  |                 |                 |                 |                 |                 |                 |
| No More Tears                                   |                                  |                               |                               |                               |                               |                               |                               |                               |                               |                               |                               |                               |                               |                               |                                    |                 |                 |                 |                 |                 |                 |
| 1991                                            | «No More Tears»                  | 73                            | 71                            | 10                            | —                             | 32                            | —                             | 14                            | —                             | —                             | —                             | —                             | —                             | —                             | —                                  |                 |                 |                 |                 |                 |                 |
| 1992                                            | «Time After Time»                | —                             | —                             | 6                             | —                             | —                             | —                             | —                             | —                             | —                             | —                             | —                             | —                             | —                             | —                                  |                 |                 |                 |                 |                 |                 |
| 1992                                            | «Road to Nowhere»                | —                             | —                             | 3                             | —                             | —                             | —                             | —                             | —                             | —                             | —                             | —                             | —                             | —                             | —                                  |                 |                 |                 |                 |                 |                 |
| 1992                                            | «Mama, I'm Coming Home»          | 43                            | 28                            | 2                             | 27                            | 46                            | —                             | —                             | —                             | 62                            | 42                            | —                             | —                             | 48                            | —                                  |                 |                 |                 |                 |                 |                 |
| 1992                                            | «Mr. Tinkertrain»                | —                             | —                             | 34                            | —                             | —                             | —                             | —                             | —                             | —                             | —                             | —                             | —                             | —                             | —                                  |                 |                 |                 |                 |                 |                 |
| Live & Loud                                     |                                  |                               |                               |                               |                               |                               |                               |                               |                               |                               |                               |                               |                               |                               |                                    |                 |                 |                 |                 |                 |                 |
| 1993                                            | «Changes»                        | —                             | —                             | 9                             | —                             | —                             | —                             | —                             | —                             | —                             | —                             | —                             | —                             | —                             | —                                  |                 |                 |                 |                 |                 |                 |
| Ozzmosis                                        |                                  |                               |                               |                               |                               |                               |                               |                               |                               |                               |                               |                               |                               |                               |                                    |                 |                 |                 |                 |                 |                 |
| 1995                                            | «Perry Mason»                    | —                             | —                             | 3                             | —                             | 23                            | —                             | —                             | —                             | —                             | —                             | —                             | —                             | —                             | —                                  |                 |                 |                 |                 |                 |                 |
| 1996                                            | «See You on the Other Side»      | —                             | —                             | 5                             | —                             | —                             | —                             | —                             | 59                            | —                             | —                             | —                             | —                             | —                             | —                                  |                 |                 |                 |                 |                 |                 |
| 1996                                            | «I Just Want You»                | —                             | —                             | 24                            | —                             | 43                            | —                             | —                             | —                             | —                             | —                             | —                             | —                             | —                             | —                                  |                 |                 |                 |                 |                 |                 |
| Tilha sonora de Beavis and Butt-Head Do America |                                  |                               |                               |                               |                               |                               |                               |                               |                               |                               |                               |                               |                               |                               |                                    |                 |                 |                 |                 |                 |                 |
| 1996                                            | «Walk on Water»                  | —                             | —                             | 28                            | —                             | —                             | —                             | —                             | —                             | —                             | —                             | —                             | —                             | —                             | —                                  |                 |                 |                 |                 |                 |                 |
| The Ozzman Cometh                               |                                  |                               |                               |                               |                               |                               |                               |                               |                               |                               |                               |                               |                               |                               |                                    |                 |                 |                 |                 |                 |                 |
| 1997                                            | «Back on Earth»                  | —                             | —                             | 3                             | —                             | —                             | —                             | —                             | —                             | —                             | —                             | —                             | —                             | —                             | —                                  |                 |                 |                 |                 |                 |                 |
| Down to Earth                                   |                                  |                               |                               |                               |                               |                               |                               |                               |                               |                               |                               |                               |                               |                               |                                    |                 |                 |                 |                 |                 |                 |
| 2001                                            | «Gets Me Through»                | —                             | —                             | 2                             | 89                            | 18                            | 24                            | —                             | 27                            | —                             | —                             | —                             | —                             | —                             | —                                  |                 |                 |                 |                 |                 |                 |
| 2002                                            | «Dreamer»                        | —                             | —                             | 10                            | 2                             | 18                            | 24                            | 15                            | —                             | 10                            | 2                             | 3                             | 13                            | —                             | ALE Ouro 150 000 · AUT Ouro 15 000 |                 |                 |                 |                 |                 |                 |
| Under Cover                                     |                                  |                               |                               |                               |                               |                               |                               |                               |                               |                               |                               |                               |                               |                               |                                    |                 |                 |                 |                 |                 |                 |
| 2005                                            | «Mississippi Queen»              | —                             | —                             | 10                            | —                             | —                             | —                             | —                             | —                             | —                             | —                             | —                             | —                             | —                             | —                                  |                 |                 |                 |                 |                 |                 |
| 2006                                            | «In My Life»                     | —                             | —                             | —                             | —                             | 63                            | —                             | —                             | —                             | —                             | —                             | —                             | —                             | —                             | —                                  |                 |                 |                 |                 |                 |                 |
| Black Rain                                      |                                  |                               |                               |                               |                               |                               |                               |                               |                               |                               |                               |                               |                               |                               |                                    |                 |                 |                 |                 |                 |                 |
| 2007                                            | «I Don't Wanna Stop»             | 21                            | 61                            | 1                             | —                             | —                             | —                             | —                             | 58                            | —                             | —                             | —                             | —                             | —                             | —                                  |                 |                 |                 |                 |                 |                 |
| 2007                                            | «Not Going Away»                 | —                             | —                             | 14                            | —                             | —                             | —                             | —                             | —                             | —                             | —                             | —                             | —                             | —                             | —                                  |                 |                 |                 |                 |                 |                 |
| 2007                                            | «Black Rain»                     | —                             | —                             | 19                            | —                             | —                             | —                             | —                             | —                             | —                             | —                             | —                             | —                             | —                             | —                                  |                 |                 |                 |                 |                 |                 |
| Scream                                          |                                  |                               |                               |                               |                               |                               |                               |                               |                               |                               |                               |                               |                               |                               |                                    |                 |                 |                 |                 |                 |                 |
| 2010                                            | «Let Me Hear You Scream»         | 62                            | —                             | 1                             | —                             | —                             | —                             | —                             | 6                             | —                             | —                             | —                             | —                             | —                             | —                                  |                 |                 |                 |                 |                 |                 |
| 2010                                            | «Life Won't Wait»                | 92                            | —                             | 12                            | —                             | —                             | —                             | —                             | —                             | —                             | —                             | —                             | —                             | —                             | —                                  |                 |                 |                 |                 |                 |                 |
| Sem álbum                                       |                                  |                               |                               |                               |                               |                               |                               |                               |                               |                               |                               |                               |                               |                               |                                    |                 |                 |                 |                 |                 |                 |
| 2010                                            | «How?»                           | —                             | —                             | —                             | —                             | —                             | —                             | —                             | —                             | —                             | —                             | —                             | —                             | —                             | —                                  |                 |                 |                 |                 |                 |                 |
| Scream                                          |                                  |                               |                               |                               |                               |                               |                               |                               |                               |                               |                               |                               |                               |                               |                                    |                 |                 |                 |                 |                 |                 |
| 2011                                            | «Let It Die»                     | —                             | —                             | 21                            | —                             | —                             | —                             | —                             | —                             | —                             | —                             | —                             | —                             | —                             | —                                  |                 |                 |                 |                 |                 |                 |
| Ozzy Live                                       |                                  |                               |                               |                               |                               |                               |                               |                               |                               |                               |                               |                               |                               |                               |                                    |                 |                 |                 |                 |                 |                 |
| 2012                                            | «Believer» (ao vivo)             | —                             | —                             | —                             | —                             | —                             | —                             | —                             | —                             | —                             | —                             | —                             | —                             | —                             | —                                  |                 |                 |                 |                 |                 |                 |